# تمرین دایره‌ای
تمرین دایره‌ای (Circuit training) شکلی از ورزش آمادگی جسمانی شامل ترکیب تمرینات مقاومتی و ایروبیک است که به صورت دایره‌ای انجام می‌شود و مشابه تمرینات تناوبی با شدت بالا است. این ورزش با هدف بهبود قدرت عضلانی و تقویت عملکرد ورزشی در کنار بهبود سلامت فرد انجام می‌شود. یک «دایره» تمرین یکی از کامل‌ترین تمرین‌های مجموعه‌ای در یک برنامه ورزشی است. وقتی یک دایره کامل شد، فرد اولین تمرین را دوباره برای دایره بعدی شروع می‌کند. به‌طور سنتی، زمان بین تمرینات در تمرینات دایره‌ای کوتاه و اغلب با حرکت سریع تا تمرین بعدی است. تمرین دایره‌ای می‌تواند انواع مختلف تمرینات ورزشی را در یک فرم تمرینی ترکیب کند.

## تاریخچه
این برنامه تمرینی توسط RE Morgan و GT Anderson در سال ۱۹۵۳ در دانشگاه لیدز در انگلستان توسعه یافت. در آن زمان هدف اصلی معرفی تمرین دایره‌ای صرفاً ایجاد یک سیستم تمرینی برای افزایش آمادگی جسمانی دانشجویان برای انجام فعالیت‌های ورزشی در چهارچوب دانشگاه بود. به تدریج مزیت‌ها و اثرات این سیستم ورزشی برای بهبود سلامت افراد مورد توجه قرار گرفت.

## تمرین‌های رایج
تمرین دایره‌ای یک روش ورزشی است که شامل یک یا چند ست از تمرینات مختلف است که پشت سر هم و با استراحت کمی بین تمرینات انجام می‌شوند. تمرینات با شدت‌های کم، متوسط یا زیاد، با تعداد تکرار زیاد (۱۲ تا ۱۵ بار) یا با استفاده از یک مدت زمان مشخص (مثلاً ۳۰ ثانیه) و با یک دوره استراحت بسیار کوتاه بین تمرینات (مثلاً ۳۰ ثانیه) انجام می‌شود. ویژگی‌های تمرین دوره‌ای شامل مدت زمان برنامه، تعداد ست‌ها، تعداد راندها، تکرار، استراحت و شدت تمرین است.
یک برنامه پیشنهادی می‌تواند به صورت جلسات یک ساعته تمرینی شامل ۱۰ دقیقه گرم کردن (ورزش‌های کششی دینامیک)، ۴۰ دقیقه تمرین دایره‌ای (یعنی دوره‌هایی از ترکیب ۱۰ حرکت قدرتی و هوازی) و درنهایت ۱۰ دقیقه سرد کردن (ورزش‌های کششی استاتیک) به میزان سه بار در هفته حداقل به مدت سه ماه باشد.
یک دایره باید هر بخش از بدن را جداگانه درگیر کند. فعالیت‌های معمولی عبارتند از:
بالاتنه
- شنای سوئدی
- دیپ پارالل
- کششهای پشتی
- پاس سینه با توپ پزشکی
- پرس سینه
- پرس مایل به بالا

تنه
- دراز و نشست (پایین شکم)
- کرانچ شکم (بالای شکم)
- بالا بردن قفسه سینه با اکستنشن پشت

پایین‌تنه
- پرش اسکات
- پرش قطب‌نما
- پرش‌های Astride
- استپ آپ‌ها
- دویدن شاتل
- شاتل‌های پرش
- اسکات روی نیمکت

کل بدن
- برپی
- تردمیل
- تراست‌های اسکات
- جهیدن
- دویدن

## اثرات
در این روش اطلاعات کمی در مورد پروتکل بهینه برای افزایش استقامت و قدرت وجود دارد. در پروتکل تمرین باید به شدت تمرین (یعنی زیاد در مقابل کم)، تعداد راندها، تعداد ست‌ها، تعداد تکرارها، و تعداد استراحت بین تمرینات توجه شود. این ویژگی‌ها کیفیت متفاوتی از تمرین را ایجاد می‌کنند و در نتیجه، ویژگی‌های مختلف استقامتی و قدرتی را ارتقا می‌دهند.
مطالعات در دانشگاه بیلور و مؤسسه کوپر نشان می‌دهد که تمرینات دایره‌ای کارآمدترین راه برای افزایش عملکرد قلبی عروقی و استقامت عضلات است. مطالعات نشان می‌دهد که تمرینات دایره‌ای به زنان کمک می‌کند تا به اهداف خود برسند و آنها را برای مدت طولانی تری نسبت به سایر اشکال ورزش یا رژیم حفظ کنند.
گزارش شده است که تمرینات دایره‌ای باعث کاهش چربی بدن، کاهش وزن و بهبود ظرفیت ورزش نسبت به انجام هر یک از انواع ورزش‌ها به‌طور مستقل می‌شود. در مقایسه با یک تمرین مقاومتی معمولی، در طول یک جلسه تمرین دایره‌ای ورزشکاران ضربان قلب بالاتر، غلظت لاکتات بیشتر و مصرف اکسیژن بالاتری را داشته‌اند.